# Maximilian Grill
Maximilian Johannes Grill (Múnich, 20 de septiembre de 1976) es un actor alemán.

## Biografía
Maximilian Grill con 17 años participó en un grupo de teatro escolar en la serie So ist das Leben! Die Wagenfelds. De 1998 a 2002 completó su carrera de interpretación en la Escuela Superior de Música y Teatro «Felix Mendelssohn Bartholdy» de Leipzig. En 1998, recibió el Rising Movie Talent Award. Es actor de teatro y cine y estuvo, entre otras, en las producciones televisivas Alle meine Töchter o So ist das Leben! Die Wagenfelds y Colonia Brigada Criminal. Bajo la dirección de Claudia Bauer, Grill fue miembro del conjunto de Theaterhaus Jena. Desde abril de 2010 hasta junio de 2014, participó en la serie Der letzte Bulle con un papel principal.

## Filmografía
- 1996: So ist das Leben! Die Wagenfelds
- 1997: Alle meine Töchter
- 1999–2011: In aller Freundschaft
- 2000: Swimmingpool
- 2000: Die Rettungsflieger
- 2005: Ausgerechnet Weihnachten
- 2005: Der Ordner
- 2005: Feuer und Flamme
- 2005, 2018: Colonia Brigada Criminal
- 2006: SOKO Leipzig
- 2007: zweimal anders
- 2007–2011: Schloss Einstein
- 2009: Auch Lügen will gelernt sein
- 2009: Elf Onkel
- 2010–2014: Der letzte Bulle
- 2010: Achtung Arzt!
- 2012: Blonder als die Polizei erlaubt
- 2013: Drei in einem Bett
- 2014: Charlottes Welt – Geht nicht, gibt’s nicht
- 2014: Mein Lover, sein Vater und ich!
- 2015–2017: Bettys Diagnose
- 2015: Letzte Spur Berlin
- 2015: Heiraten ist nichts für Feiglinge
- 2018: Der Bergdoktor
- 2018: Tonio & Julia
- 2019: Der letzte Bulle

- Datos: Q98624